# سيرجي تاراسوف
سيرجي تاراسوف (بالروسية: Тарасов, Сергей Сергеевич)‏ هو متزلج على الثلوج روسي، ولد في 5 سبتمبر 1988 في يكاترينبورغ في روسيا.

## وصلات خارجية
- سيرجي تاراسوف على موقع الاتحاد الدولي للتزلج (ركوب لوح الثلج) (الإنجليزية)
- سيرجي تاراسوف على موقع أوليمبيديا (الإنجليزية)